# Outlast 2
 (décembre 2015).
Si vous disposez d'ouvrages ou d'articles de référence ou si vous connaissez des sites web de qualité traitant du thème abordé ici, merci de compléter l'article en donnant les références utiles à sa vérifiabilité et en les liant à la section « Notes et références ».
 (mai 2017).
Outlast 2 (typographié Outlast II) est un jeu vidéo indépendant d'horreur psychologique, en vue à la première personne, suite directe du jeu Outlast. Développé et édité par Red Barrels, il est scénarisé par J. T. Petty.
Sorti le 25 avril 2017 sur Microsoft Windows, PlayStation 4 et Xbox One, il est adapté le 27 mars 2018 sur Nintendo Switch.

## Trame

### Scénario
Le journaliste Blake Langermann et sa femme Lynn Langermann, spécialistes en phénomènes paranormaux, enquêtent sur le cas d'une jeune femme enceinte, surnommée «Jane Doe», retrouvée errante dans le désert de l'Arizona.
Leur hélicoptère s'écrase alors qu’ils se rendent sur place pour enquêter. À la suite de l'accident, Blake se réveille seul au sommet d'une falaise. Il part alors à la recherche de sa femme.
Il finit par découvrir qu'elle a été enlevée par le gourou d'une secte ayant la mainmise sur un village proche laissé quasiment à l'abandon.
Les développeurs du jeu affirment s'être inspiré des événements tragiques du massacre de Jonestown.

### Personnages
- Blake Langermann : Protagoniste du jeu (caméraman et personnage principal).
- Lynn Langermann : Compagne de Blake, victime d'enlèvement.
- Sullivan Knoth : Antagoniste principal. Il est le gourou d'une secte se livrant à des meurtres.
- Marta : Seconde antagoniste. Elle prend en chasse Blake Langermann plusieurs fois.
- Ethan : Ex-membre de la secte qui aide Blake.
- Val : Hérétique ennemie de Sullivan Knoth.
- Josiah : Hérétique victime de Sullivan Knoth.
- Mary : Hérétique victime de Sullivan Knoth.
- Laird Byron : Antagoniste mineur et homme de petite taille.
- Nick Tremblay : Antagoniste mineur. Il mesure 2 mètres et porte Laird Byron sur ses épaules.
- Jessica Gray : Amie d'enfance de Blake et victime des abus de Loutermilch.
- Loutermilch : Antagoniste mineur du jeu. Il apparaît dans les visions de Blake.

## Système de jeu
Outlast 2 reprend les mécaniques de jeu du premier opus de la série. Le personnage incarné est ainsi fréquemment mis en position de faiblesse et de vulnérabilité. Le joueur n'est pas en mesure de tuer ses assaillants. Ce procédé, sciemment mis au point par les développeurs pour en exploiter les ressorts psychologiques de la peur, a aussi pour but de ne pas permettre au joueur de s'affranchir de scènes de jeu qu'il pourrait écourter en attaquant les adversaires.
Toujours dans cette même logique, il n'a pas non plus systématiquement la possibilité de se défendre contre ses ennemis. Il est alors contraint d'utiliser l'environnement pour se cacher (à l'intérieur de barils, casiers, armoires, sous des lits...). À défaut, il pourra s'enfuir, épisodes durant lesquels il pourra s'aider d'obstacles sur son chemin pour ralentir ses assaillants, par exemple en fermant les loquets des portes derrière lui. Une mécanique de jeu qui peut rappeler le jeu Clock Tower.
Si des éléments sont communs avec le premier opus, des nouveautés apparaissent néanmoins. Ainsi, le joueur dispose de nouveaux instruments comme l'ajout d'un microphone au caméscope, déjà rencontré dans le premier opus, qui permet au joueur de capter des sons faibles et de les amplifier afin d'entendre des discussions éloignées. Cette nouvelle version du caméscope est également dotée d'une vision nocturne. Toutefois, l'utilisation prolongée de ces divers instruments nécessite une source d'énergie, ce qui implique des contraintes supplémentaires au joueur s'il veut assurer leur fonctionnement. Le joueur est donc encouragé à explorer son environnement à la recherche de batteries qui viendront alimenter son caméscope et ses fonctionnalités additionnelles.
Une possibilité spécifique dans le jeu permet au joueur de revisionner des scènes qu'il a filmées avec son caméscope. En effet, ce dernier est capable d'enregistrer des scènes dans les cas où son objectif est orienté vers des points précis. Ces captations peuvent ensuite faire l'objet d'un revisionnage ultérieur avec, en arrière plan, les commentaires du personnage principal incarné, qui offre ainsi au joueur son ressenti sur les événements qu'il a lui même enregistré.
Comme dans le premier opus, des documents récupérables sont disséminés dans le jeu. Le protagoniste principal peut, soit les lire directement, soit les consulter via le caméscope à tout moment où il les aura enregistrés.

## Développement
Le développement du jeu a été annoncé au premier trimestre 2016 par Al Caponi, cofondateur du studio Red Barrels et fondateur de la société CeMondeLeVotre. Une version bêta est sortie le 4 août 2016 sur Xbox One et PC. Annoncé pour l'automne 2016 sur Windows, Linux, Mac, PlayStation 4 et Xbox One, le jeu a été repoussé pour des raisons de développement en 2017 dans un communiqué officiel en août 2016.
Le jeu est sorti le 25 avril 2017 sur Windows, Linux, Mac, PlayStation 4 et Xbox One.

## Avis à la sortie
À sa sortie le 25 avril 2017, le jeu obtient une note moyenne sur Jeuxvideo.com de 16,4 par les joueurs.